# Metropolija Québec
Metropolija Québec je rimskokatoliška metropolija s sedežem v Québecu (Kanada); ustanovljena je bila leta 1819.
Metropolija zajema naslednje (nad)škofije:
- nadškofija Québec,
- škofija Chicoutimi,
- škofija Sainte-Anne-de-la-Pocatière in
- škofija Trois Rivières.

## Metropoliti
- Joseph-Octave Plessis (12. januar 1819–4. december 1825)
- Bernard-Claude Panet (4. december 1825–14. februar 1833)
- Joseph Signay (14. februar 1833–3. oktober 1850)
- Pierre-Flavien Turgeon (3. oktober 1850–25. avgust 1867)
- Charles-François Baillargeon (12. april 1855–13. oktober 1870)
- Elzéar-Alexandre Taschereau (24. december 1870–12. april 1898)
- Louis Nazaire Bégin (12. april 1898–18. julij 1925)
- Paul-Eugène Roy (18. julij 1925–20. februar 1926)
- Felix-Raymond-Marie Rouleau (9. julij 1926–31. maj 1931)
- Jean-Marie-Rodrigue Villeneuve (11. december 1931–17. januar 1947)
- Maurice Roy (2. junij 1947–20. marec 1981)
- Louis-Albert Vachon (20. marec 1981–17. marec 1990)
- Maurice Couture (17. marec 1990–15. november 2002)
- Marc Ouellet (15. november 2002–danes)